# アンドラジュ・シュポラル
アンドラジュ・シュポラル（Andraž Šporar, 1994年2月27日 - ）は、スロベニア・リュブリャナ出身のサッカー選手。パナシナイコスFC所属。スロベニア代表。ポジションはフォワード（FW）。

## 来歴
2012年7月、NKインテルブロック・リュブリャナからNKオリンピア・リュブリャナへ移籍した。2015-16シーズンは主将を務めた。2015年12月、FCバーゼルに移籍した。シュポラルはFCバーゼルのファーストチームに所属する最初のスロベニア人となった。
2017年から、アルミニア・ビーレフェルトへレンタル移籍した。
2020年1月23日、スポルティングCPと5年契約を結び、契約解除金は6000万ユーロに設定したことが発表された。
2022年7月27日、ギリシャのパナシナイコスFCへ完全移籍し、4年契約を結んだ。
UEFA EURO 2024に選出

## タイトル

### クラブ
バーゼル
- スーパーリーグ : 2回 (2015-16, 2016-17)
- スイス・カップ : 1回 (2016-17)

スロヴァン・ブラチスラヴァ
- フォルトゥナ・リーガ : 1回 (2018-19)
- スロヴェンスキー・ポハール : 1回 (2017-18)

スポルティングCP
- プリメイラ・リーガ : 1回 (2020-21)
- タッサ・ダ・リーガ : 1回 (2020-21)

ブラガ
- タッサ・デ・ポルトガル : 1回 (2020-21)

パナシナイコス
- キペロ・エラーダス : 1回 (2023-24)

### 個人
- スロベニア・プルヴァリガ得点王 : 1回 (2015-16)
- スロバキア1部リーグ得点王 : 2回 (2018-19, 2019-20)